# Sonny Liston
Sonny Liston, właściwie Charles Liston, (ur. 8 maja 1932; zm. 30 grudnia 1970) – amerykański bokser zawodowy. Mistrz świata w wadze ciężkiej (1962–1964), zdobył tytuł wygrywając z Floydem Pattersonem, a stracił go po przegranej z Muhammadem Ali. W 1991 roku został wprowadzony do Międzynarodowej Galerii Sław Boksu.